# Alte Ölmühle zu Wittenberge

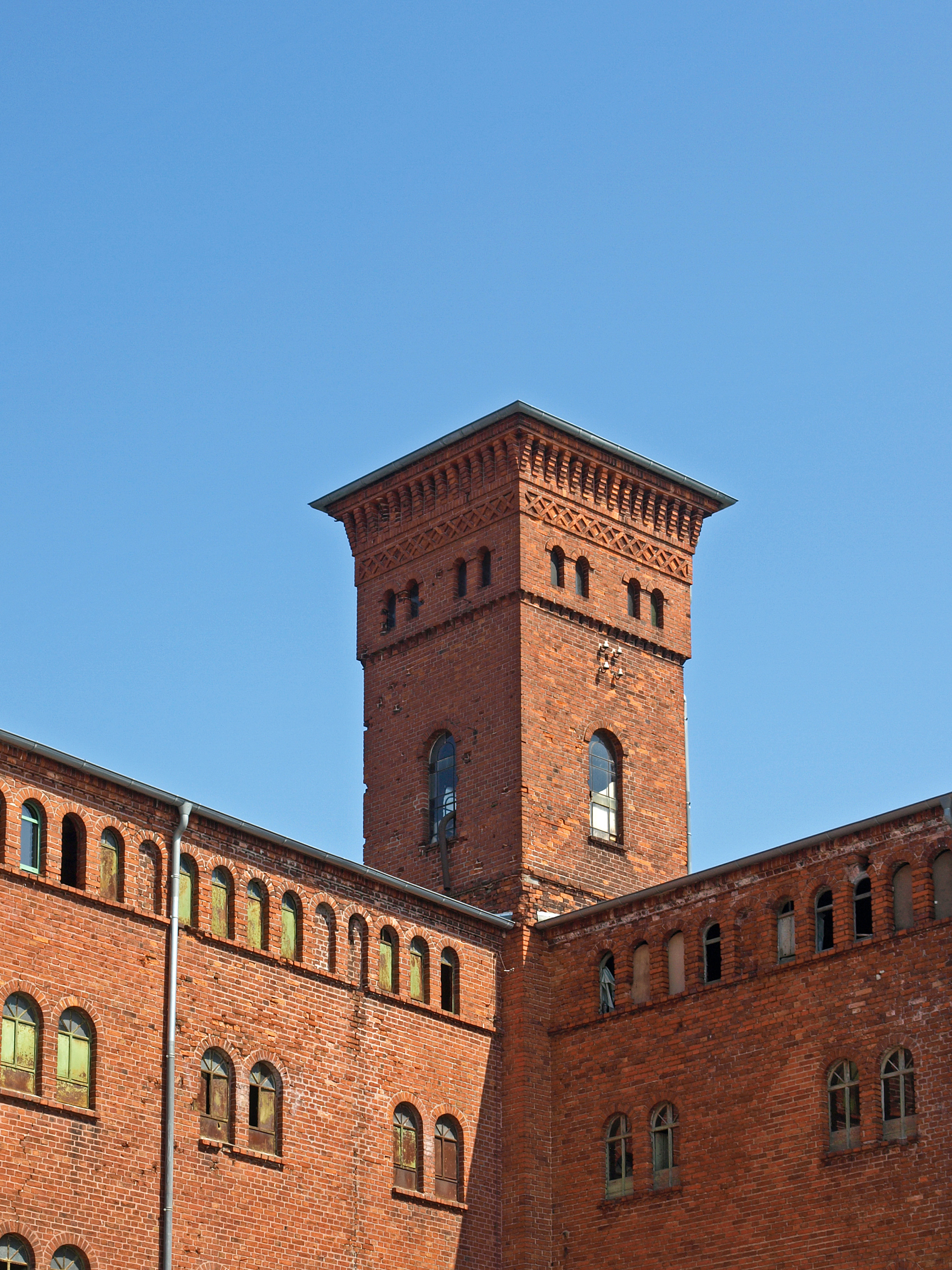
Alte Ölmühle Wittenberge

Die Ölmühle zu Wittenberge ist ein Baudenkmal in der Stadt Wittenberge an der Elbe. Der Gebäudekomplex aus Verwaltungsbau, Mühlengrundkörper, Werkhallen und Speicher wurde Mitte des 19. Jahrhunderts zur Herstellung von Rohöl errichtet. Die Ölherstellung wurde infolge der deutschen Wiedervereinigung im Jahr 1991 aufgegeben. Danach übernahm eine Gesellschaft die Nutzung der Häuser und richtete in ihnen das Hotel Zur Alten Ölmühle ein. Ein Restaurant und eine Brauerei sind angeschlossen.

## Geschichte

### 19. Jahrhundert
Der Kaufmann Salomon Herz aus Berlin hatte im Jahr 1823 ein Grundstück in Wittenberge am Elbufer erworben. Darauf ließ er eine Ölmühle errichten, die die Grundlage für seine gleichzeitig gegründete Ölhandelsgesellschaft werden sollte. Aus den landwirtschaftlichen Produkten Rüben, Lein und Raps aus der näheren Umgebung stellten alsbald die Arbeiter der Mühle, die ebenfalls aus der Umgebung rekrutiert werden konnten, Rohöl her. Dieses diente vor allem als Schmiermittel für die zunehmende Zahl von Fahrzeugen und Fabrikmaschinen, zur Beleuchtung von Haushalten und Werkhallen und – zu einem geringen Teil – zu Speisezwecken. Der Antrieb der Mühlräder erfolgte anfangs mit Pferdekraft, durch den Bau eines Kanals, der später die Bezeichnung Herzscher Kanal erhielt, konnte jedoch die Wasserkraft genutzt werden. Drei Wasserräder waren ab 1839 in Betrieb.
Die Transporte der Rohstoffe und des Rohöls erfolgten hauptsächlich auf dem Elb-Wasserweg. Darüber hinaus setzte sich Herz für den Ausbau der Eisenbahnverbindungen zwischen Hamburg, Magdeburg und Wittenberge erfolgreich ein. Die florierenden Geschäfte seiner Ölhandelsgesellschaft konnte Herz bald bis nach Rumänien, Russland und Indien ausdehnen.
Das Risiko bei der Verarbeitung von Öl als brennbare Flüssigkeit wurde zunächst unterschätzt, so dass ein Großbrand im Jahr 1856 die Gebäude der Ölmühle weitestgehend zerstörte. Doch der sofortige Wiederaufbau und die folgenden stetigen Erweiterungen des Fabrikgeländes und die Modernisierung der Mühlenanlagen sicherten den Fortbestand des Unternehmens. Zum 50-jährigen Unternehmensjubiläum wurden am 20. Juni 1873 von „Commerzienrath W. Herz und Kaufmann Hermann Herz“ aus Berlin, zwei Stiftungen in Wittenberge errichtet. Die Stiftungen sorgten für den Bau von 16 mietfreien Wohnungen für alte und erwerbsunfähige Arbeiter der Ölmühle sowie für den Bau eines städtischen Waisenhauses.
Die Straße zum Werksgelände bekam 1898 den Namen Herzstraße und behielt diesen bis in die 1990er Jahre, der Verkehrsweg heißt inzwischen Bad Wilsnacker Straße.

### 20. Jahrhundert

Aktie über 1000 RM der Herz Oelfabriken Wittenberge AG vom 1. Juli 1940, umgestempelt auf den neuen Namen Märkische Oelwerke AG

Nachdem sich die Elektroenergie in den ersten Jahren des 20. Jahrhunderts in der Industrie durchgesetzt hatte, ließen die Erben der Herzschen Ölmühle die Wasserkraftantriebe entsprechend umrüsten, der Kanal wurde 1938/1939 wieder zugeschüttet.
Die Weltwirtschaftskrise 1929 führte zur Umwandlung des bis dahin privat geführten Unternehmens in eine Aktiengesellschaft (AG), die 1929 als S. Herz Ölfabriken AG Wittenberge firmierte. Im Zweiten Weltkrieg wurden die Rohstoffe zur Ölherstellung im zivilen Bereich knapp, zwischen 1942 und dem Ende des Krieges 1945 lieferte die Mühle als Märkische Ölwerke AG aber trotzdem noch geringe Mengen Rohöl.
Erst mit der Gründung der DDR begann 1949 die Herstellung von Rohöl in den alten Werkhallen von neuem, sie waren von den Kriegsereignissen weitestgehend verschont geblieben. Die Mühlenanlagen erhielten jetzt den Namen VEB Märkische Ölwerke Wittenberge und stellten nach und nach weitere Mitarbeiter ein. Im Jahr 1968 waren rund 700 Arbeitskräfte mit der Herstellung von Ölen für technische Zwecke, Speiseölen und Kunstharzlacken beschäftigt. Nach der Wende wurden die Anlagen wieder privatisiert und etwas mehr als 300 Mitarbeiter erzeugten noch bis 1991 Ölprodukte. Die veralteten Produktionsanlagen und Werkgebäude wurden danach abgerissen. Die verbliebenen Bauten – Speichergebäude, Mühle und Verwaltungsbau – stellte das Land Brandenburg im Jahr 1992 unter Denkmalschutz.

### 21. Jahrhundert
Die inzwischen sanierten Gebäude gingen im Jahr 2007 an einen neuen Eigentümer, das Familienunternehmen Genesis GmbH, welches als erstes in der früheren Fabrikantenvilla ein Hotel mit angeschlossener Gastronomie installierte, danach ein Brauhaus einrichtete und schrittweise weitere Freizeitangebote realisiert. Das hier entstehende Bier erhielt 2009 zu Ehren von Salomon Herz den Namen HerzBräu.
Im ehemaligen Ölsaatenspeicher, nach dem Brand im Jahr 1856 errichtet, wurde eine Etage zu einem Festsaal ausgebaut und bietet Platz für bis zu 230 Gäste, er erweitert damit auch die Platzkapazität des Brauhauses. In den Jahren 2015/16 fanden im Speicher weitere Bauarbeiten statt, der Unternehmer und Mitgesellschafter der Genesis GmbH, Lutz Lange, ließ für eine Investitionssumme von vier Millionen Euro 30 weitere Hotelzimmer einrichten und das Dach zu einer Saunalandschaft umbauen.
In zwei miteinander verbundenen achteckigen sanierten Türmen auf dem Gelände der Ölmühle bietet die Betreibergesellschaft des Hotels Indoor-Klettermöglichkeiten an.

## Architektur
Die Bauten sind typische Industriearchitektur aus unverputzten Backsteinen, vier- bis fünfetagig. Als simplen Bauschmuck verwendete der Architekt verschieden große und breite Rundbögen als Fenster oder Türen sowie eine Querbänderung aus grün glasierten Ziegelsteinen für das Wohnhaus von Salomon Herz, die auch an den Fenstern und Türen zum Einsatz kam. Die Ecken der langgestreckten Gebäude sind mittels Türmen oder vorspringenden Bauteilen betont. Der höchste der erhaltenen Ecktürme wurde in den 2010er-Jahren zum Tauchturm umfunktioniert, dem einzigen dieser Art in Norddeutschland.
Der das Ufer dominierende vieretagige Turm war während des Mühlenbetriebs der Saugturm für das Öl zur Schiffsbe- oder -entladung. Er wurde im 21. Jahrhundert saniert und als Café und Strandbar ausgebaut. Er besitzt einen rechteckigen Grundriss in den Abmessungen 15 × 19 Meter und zeigt die typischen Backsteinfassaden. Die Etagen sind verschieden hoch und besitzen alle unterschiedlich geformte und unregelmäßig in der Fassade eingelassene Fenster. Die inneren Wandflächen sind bei der Sanierung in ihrem originalen Aussehen erhalten geblieben.